# Miss Americana & the Heartbreak Prince
"Miss Americana & the Heartbreak Prince" é uma canção da cantora e compositora norte-americana Taylor Swift, gravada para seu sétimo álbum de estúdio Lover (2019), lançado em 23 de agosto de 2019 através da Republic Records. Escrita e produzida pela artista em conjunto com Joel Little, "Miss Americana & the Heartbreak Prince" foi composta alguns meses após as eleições intermediárias de 2018 nos Estados Unidos. Derivada do gênero synthpop, "Miss Americana & the Heartbreak Prince" é uma canção de protesto que faz uso de metáforas de um relacionamento turbulento entre duas pessoas que estão tentando navegar no caos e desilusão do clima político atual, com o uso de imagens do ensino médio para retratar as lutas que atravessam um sistema falho.
Os críticos musicais consideraram a produção sombria e em sua maioria elogiaram o lirismo como poético e significativo, mas alguns não ficaram impressionados com os esforços de Swift para escrever uma canção com temática política. Alguns jornalistas notaram "Miss Americana & the Heartbreak Prince" como a música mais política de Lover e que representava a decisão de Swift de se tornar mais engajada socialmente, afastando-se de sua postura apolítica anterior. Depois que Lover foi lançado, a música alcançou as paradas de canções na Austrália, Canadá, Escócia e Cingapura. Nos Estados Unidos, alcançou a posição quarenta e nove na Billboard Hot 100. O título gerou o documentário Miss Americana (2020), de Swift, e serve como número de abertura de sua sexta turnê como atração principal, a The Eras Tour (2023).

## Antecedentes e produção
Swift lançou seu sétimo álbum de estúdio Lover em 23 de agosto de 2019. A artista concebeu Lover a partir de um "lugar aberto, livre, romântico e caprichoso" de seu íntimo; ela acrescentou que o álbum parecia-lhe "esteticamente muito diurno", enquanto seu antecessor, Reputation (2017), soava com "toda a paisagem urbana, escurecido". Swift afirmou que tentou "não fazer o álbum com nenhuma expectativa"; ela começou a "escrever tanto" que "sabia imediatamente que [Lover] provavelmente seria mais longo" do que seus outros discos de estúdio. O álbum foi influenciado pelas conexões que ela sentiu com seus fãs em sua quinta turnê Reputation Stadium Tour (2018), o que a ajudou a recalibrar sua vida pessoal e direção artística após as controvérsias da mídia em torno de sua celebridade na época. Algumas canções do Lover refletiram a percepção evoluída de Swift sobre a política americana contemporânea. Ela havia sido alertada contra o envolvimento em política por sua gravadora desde que começou como cantora de música country em 2006,  e não endossou publicamente nenhum candidato às eleição presidencial dos Estados Unidos em 2016. Depois de testemunhar os acontecimentos políticos que afetaram os direitos de certas pessoas, ela ficou desiludida com o clima político americano contemporâneo e decidiu abandonar a sua anterior postura apolítica. Nas eleições intercalares de 2018 nos Estados Unidos, ela apoiou candidatos democratas para o seu estado natal, o Tennessee — a primeira vez que expressou publicamente a sua opinião política.

## Estrutura musical e conteúdo lírico

"Miss Americana & the Heartbreak Prince" foi composta após os resultados das eleições intermediárias nos Estados Unidos em 2018.

"Miss Americana & the Heartbreak Prince" é uma canção do gênero synthpop "atmosférica" e "sombria" que apresenta uma produção lenta com um refrão apoiado por percussão estilo banda marcial, sintetizadores sonhadores e melodias de piano sincopadas. Refletindo a desilusão política de Swift, "Miss Americana & the Heartbreak Prince" é uma canção de protesto que utiliza imagens do ensino médio para criticar o cenário político americano contemporâneo. Nick Catucci, da Rolling Stone, descreveu a narrativa como uma parábola. Na edição de capa da Rolling Stone de setembro de 2019, Swift relatou que achava que as imagens do ensino médio eram uma metáfora apropriada porque ela descobriu que os eventos sociais de uma escola secundária americana tradicional poderiam alienar certas pessoas, semelhante ao "nosso cenário político [...] como se precisássemos nos amontoar sob as arquibancadas e descobrir um plano para melhorar as coisas".
Na abertura "melancólica" e "ambiente", Swift canta sobre sua desilusão, imaginando-se com seu "sorriso de concurso" no retorno ao lar: "A glória americana desapareceu diante de mim / Agora estou me sentindo sem esperança, rasguei meu vestido de baile / Correndo por espinhos de rosas, eu vi o placar / E corri para salvar minha vida". À medida que a canção avança, ela canta sobre como está deprimida ao testemunhar: "Meu time está perdendo / Espancado e machucado / Vejo os cumprimentos / Entre os bandidos". O refrão é mais otimista e alude a uma história de amor conturbada, com Swift cantando "É você e eu, não há nada assim / Senhorita Americana e o Príncipe do Desgosto / Estamos tão tristes, pintamos a cidade de azul / Votada como a mais provável de fugir com você", com vocais de fundo no estilo de líderes de torcida gritando "Vá! Lute! Ganhe!".
De acordo com alguns críticos musicais, em comparação com as imagens brilhantes do ensino médio nas canções anteriores de Swift sobre experiências adolescentes como "Love Story" (2008) ou "You Belong with Me" (2008), as imagens relacionadas ao ensino médio em "Miss Americana & the Heartbreak Prince" é mais sombria e representa o paralelo entre o ensino médio falho e o sistema político falho. Chris Willman, da Variety, escreveu que a frase "As donzelas estão deprimidas" retrata como as mulheres estão em desvantagem neste clima político, e a frase "Eles sussurram no corredor, 'Ela é uma má , garota má'" alude à hesitação de Swift em apoiar Hillary Clinton nas eleições presidenciais de 2016 por medo de ser vista como "outra bruxa de Hollywood que ama Hillary". A conturbada história de amor, na opinião de Alexis Petridis, do The Guardian, reflete não apenas o tropo familiar de Swift de dois jovens amantes prometendo deixar sua pequena cidade juntos, mas também o clima político sob a presidência de Donald Trump. Conforme observado por Lindsay Zoladz, do The New York Times, a faixa também se refere à violência sexual através da letra: "Se garotos serão garotos, então onde estão os homens sábios?".

## Desempenho comercial
Após o lançamento do Lover, "Miss Americana & the Heartbreak Prince" estreou e alcançou a posição de número quarenta e nove na Billboard Hot 100 dos Estados Unidos, alcançando simultaneamente as outras dezessete faixas do Lover. Também entrou nas paradas oficiais da Austrália, Canadá e Escócia. "Miss Americana & the Heartbreak Prince" é o número de abertura do repertório da sexta turnê em andamento de Swift, a The Eras Tour (2023).